# Online Film Critics Society Awards 2016
20. ročník předávání cen Online Film Critics Society Awards se konal dne 27. prosince 2017.

## Vítězové a nominovaní

### Nejlepší film
Moonlight
- Příchozí
- Komorná
- Za každou cenu
- Jackie
- La La Land
- Místo u moře
- O.J.: Made in America
- Paterson
- Čarodějnice

### Nejlepší režisér
Barry Jenkins – Moonlight
- Damien Chazelle – La La Land
- Pablo Larraín – Jackie
- Kenneth Lonergan – Místo u moře
- Denis Villeneuve – Příchozí

### Nejlepší adaptovaný scénář
Eric Heisserer – Příchozí
- David Birke – Elle
- Whit Stillman – Láska a přátelství
- Barry Jenkins a Tarell Alvin McCraney – Moonlight
- Tom Ford – Noční zvířata

### Nejlepší původní scénář
Taylor Sheridan – Za každou cenu
- Noah Oppenheim – Jackie
- Damien Chazelle – La La Land
- Yorgos Lanthimos a Efthimis Filippou – Humr
- Kenneth Lonergan – Místo u moře

### Nejlepší herec v hlavní roli
Casey Affleck – Místo u moře
- Adam Driver – Paterson
- Ryan Gosling – La La Land
- Viggo Mortensen – Tohle je náš svět
- Denzel Washington – Ploty

### Nejlepší herečka v hlavní roli
Natalie Portman – Jackie
- Amy Adams – Příchozí
- Isabelle Huppert – Elle
- Ruth Negga – Loving
- Emma Stoneová – La La Land

### Nejlepší herec ve vedlejší roli
Mahershala Ali – Moonlight
- Tom Bennett – Láska a přátelství
- Jeff Bridges – Za každou cenu
- Lucas Hedges – Místo u moře
- Michael Shannon – Noční zvířata

### Nejlepší herečka ve vedlejší roli
Naomie Harris – Moonlight
- Viola Davis – Ploty
- Lily Gladstone – Jisté ženy
- Octavia Spencer – Skrytá čísla
- Michelle Williamsová – Místo u moře

### Nejlepší dokument
O.J.: Made in America
- 13th
- Za kamerou
- Nejsem žádný tvůj negr
- Weiner

### Nejlepší cizojazyčný film
Komorná
- Elle
- Neruda
- Klient
- Toni Erdmann

### Nejlepší animovaný film
Kubo a kouzelný meč
- Hledá se Dory
- Odvážná Vaiana: Legenda o konci svět
- Červená želva
- Zootropolis: Město zvířat

### Nejlepší kamera
Linus Sandgren – La La Land
- Bradford Young – Příchozí
- Stéphane Fontaine – Jackie
- James Laxton – Moonlight
- Natasha Braier – Neon Demon

### Nejlepší střih
Tom Cross – La La Land
- Joe Walker – Příchozí
- Nels Bangerter – Za kamerou
- Sebastián Sepúlveda – Jackie
- Nat Sanders a Joi McMillon – Moonlight